# Гумбольдт, Вильгельм
Фридрих Вильгельм Кристиан Карл Фердинанд фон Гу́мбольдт (нем. Friedrich Wilhelm Christian Karl Ferdinand von Humboldt; 22 июня 1767 — 8 апреля 1835, дворец Тегель, Берлин) — немецкий филолог, философ, языковед, государственный деятель, дипломат. Старший брат учёного Александра фон Гумбольдта.
Сочетая в себе разнонаправленные таланты, осуществил реформу гимназического образования в Пруссии, основал в 1809 году университет в Берлине, был другом Гёте и Шиллера.
Один из основоположников лингвистики как науки. Развил учение о языке как непрерывном творческом процессе и о «внутренней форме языка» как выражения индивидуального миросозерцания народа. Во многом определил путь и направление развития немецкой (и шире — европейской) гуманитарной мысли своей эпохи.

## Происхождение
По отцовской линии братья Гумбольдты происходили из померанской буржуазии. Их дедушка служил офицером в прусской армии и в 1738 году был произведён в дворянское сословие благодаря личным заслугам и поданной просьбе. Его сын Александр Георг также состоял на воинской службе. После выхода в отставку в 1766 году Александр Георг переехал в Берлин, где сочетался браком с состоятельной вдовой — баронессой Елизаветой фон Гольведе (урождённой Коломб), происходившей из семьи французских гугенотов, бежавших от насилия и притеснений Людовика XIV. Благодаря женитьбе Александр Георг фон Гумбольдт стал владельцем пригородного дворца Тегель и прилегающих земель.

## Биография

5 марок 1967 г. — памятная монета ФРГ, посвящённая братьям Александру и Вильгельму фон Гумбольдт

Вильгельм фон Гумбольдт родился 22 июня 1767 в Потсдаме.
На образование сыновей Вильгельма и Александра родители средств не жалели. Во Франкфуртском (на Одере) и Геттингенском университетах Вильгельм основательно изучил право, политику и историю. Преданный науке, он вместе с тем с напряжённым вниманием следил за движением в сферах политической, общественной и литературной.
В 1789 г. он вместе со своим учителем, известным Кампе, ездил в Париж, «чтобы присутствовать при похоронах французского деспотизма». Несколько позже он отозвался на поставленный тогда историей вопрос о взаимных отношениях между государством и личностью в сочинении «Мысли о попытке определить границы действий государства» (Ideen zu einem Versuch, die Grenzen der Wirksamkeit des Staats zu bestimmen). Он является здесь борцом за полную свободу личности и ограничивает роль государства заботой о внешней безопасности. Это сочинение настолько расходилось с традиционными понятиями, что цензура не допустила его опубликования, и оно появилось в печати только в 1851 г.
Ещё более, чем политические вопросы, интересовали его новые направления в литературе и философии. Уже в 1790 г. в Веймаре он завязал прочные, никогда не порывавшиеся связи с Шиллером, а позже установились дружеские отношения между ним и Гёте. И с тем, и с другим Гумбольдт состоял в деятельной переписке, которая издана под заглавиями: «Briefwechsel zwischen Schiller und W. v. H.» (Штутгарт, 1876) и «Goethes Briefwechsel mit den Gebrüdern von H., 1795—1832» (Лпц., 1876). Рано приобретённая им репутация универсально образованного человека сделала его видным членом всех литературных салонов того времени. Он появляется то в Берлине, в кружке Генриетты Герц, Рахили Левин и др., то в Эрфурте и Веймаре, то в Иене (1794—97), в постоянном общении с кружком Шиллера. С тех пор, как он женился (1791) на Каролине фон Дахерёден, его дом сделался одним из самых блестящих салонов, куда стекалось все, что было в Европе умного, талантливого и знаменитого. Жена Гумбольдта была одной из просвещённейших и умнейших женщин своего времени и оказывала мужу величайшую помощь даже в его учёных работах.
В 1801 году Вильгельм фон Гумбольдт совершил этнолингвистическую экспедицию в Баскские земли, посетив как французскую, так и испанскую часть Страны Басков. Научным итогом экспедиции явилась книга «Баски, или замечания, сделанные во время путешествия по Бискайе и французским Баскским областям весной 1801 года, вместе с исследованиями о баскском языке и нации и кратким изложением баскской грамматики и словарного запаса»…
Учёный скончался 8 апреля 1835 в Тегеле близ Берлина. Похоронен в семейном склепе при дворце.

## Идеи Гумбольдта как филолога и языковеда
В работе «О различии строения человеческих языков и его влиянии на духовное развитие человечества» (1830-1835) Гумбольдт отмечает: «Создание языка обусловлено внутренней потребностью человечества. Язык — не просто внешнее средство общения людей, поддержания общественных связей, но заложен в самой природе человека и необходим для развития его духовных сил и формирования мировоззрения, а этого человек только тогда сможет достичь, когда свое мышление поставит в связь с общественным мышлением».

## Идеи Гумбольдта как историка и философа
Вильгельм Гумбольдт стремился конкретизировать и развивать философское учение Канта на материале общественной истории, но по ряду вопросов он отклонялся в сторону объективного идеализма. Гумбольдт считал, что история как наука в некотором смысле может совпадать с эстетикой, и выработал свою теорию исторического познания. Согласно ей, всемирная история есть результат деятельности духовной силы, лежащей за пределами познания, которая не может быть понята с причинной точки зрения. Проявляет себя эта духовная сила через творческие способности и личные усилия отдельных индивидов, вытекающие из природной необходимости или из потребности. Таким образом, историческая жизнь общества есть результат свободы и необходимости жизни индивидов и жизни целого. На этих идеях Гумбольдта коренится понимание термина «Духовная культура», выработанного в дальнейшем в культурологии. Гумбольдт понимал под духовной культурой религиозно-нравственные представления, которые приводят к совершенствованию личности человека и, вместе с тем, — к улучшению общественной жизни.
По его собственному признанию, образцом, вдохновившим знаменитую гумбольдтовскую теорию «формирования человека» («Bildung»), стала практика сократического диалога, практиковавшаяся на филологическом семинаре Фридриха Августа Вольфа.

## Политические идеи Гумбольдта
Одновременно со Шлейермахером, Гумбольдт сформулировал учение об индивидуальности. Он говорил: «Всякая человеческая индивидуальность есть коренящаяся в явлении идея. В некоторых случаях это до того ярко бросается в глаза, точно идея лишь затем приняла форму индивида, чтобы в ней совершить своё откровение». Гумбольдт считал, что в индивидуальности кроется тайна всякого существования, и первым выразил мысль о необходимости разнообразия. Вильгельм писал свои работы о деятельности государства в конце XVIII столетия, когда государственное начало было очень сильно. Государство, по Гумбольдту, должно ограничиваться исключительно установлением внешней и внутренней безопасности. Любое содействие благосостоянию граждан со стороны государства невозможно без вмешательства его во все отрасли человеческой жизни. А подобное вмешательство, как полагал Гумбольдт, ограничит личную свободу, и помешает своеобразному развитию индивидуума. Высшую цель, которая должна определять границы деятельности государства, Вильгельм видел в универсальном развитии индивидуальности.

## Сочинения Вильгельма фон Гумбольдта
- Ideen zu einem Versuch, die Gränzen der Wirksamkeit des Staats zu bestimmen (1792) (рус. пер.: О пределах государственной деятельности. — Челябинск: Социум, 2009. — 287 с. — ISBN 978-5-91603-025-9)
- «О мышлении и речи»(1795) Архивная копия от 29 июня 2008 на Wayback Machine
- «О влиянии различного характера языков на литературу и духовное развитие» (1821) Архивная копия от 29 июня 2008 на Wayback Machine
- «О задачах историка» (1821)
- «О различии строения человеческих языков и его влиянии на духовное развитие человечества» (1830—1835). Архивная копия от 29 июня 2008 на Wayback Machine
- Socrates and Plato on the Divine (orig. Sokrates und Platon über die Gottheit). 1787—1790
- Humboldt. On the Limits of State Action, first seen in 1792. Ideen zu einem Versuch, die Grenzen der Wirksamkeit des Staates zu bestimmen Архивная копия от 13 июня 2020 на Wayback Machine, page ii. Published by E. Trewendt, 1851 (German)
- Über den Geschlechtsunterschied. 1794
- Über männliche und weibliche Form. 1795
- Outline of a Comparative Anthropology (orig. Plan einer vergleichenden Anthropologie). 1797.
- The Eighteenth Century (orig. Das achtzehnte Jahrhundert). 1797.
- Ästhetische Versuche I. — Über Goethe’s Hermann und Dorothea. 1799.
- Latium und Hellas (1806)
- Geschichte des Verfalls und Untergangs der griechischen Freistaaten. 1807—1808.
- Pindars «Olympische Oden». Translation from Greek, 1816.
- Aischylos' «Agamemnon». Translation from Greek, 1816.
- Über das vergleichende Sprachstudium in Beziehung auf die verschiedenen Epochen der Sprachentwicklung. 1820.
  - О сравнительном изучении языков применительно к различным эпохам их развития. Архивная копия от 8 октября 2011 на Wayback Machine
- Über die Aufgabe des Geschichtsschreibers. 1821.
- Researches into the Early Inhabitants of Spain with the help of the Basque language (orig. Prüfung der Untersuchungen über die Urbewohner Hispaniens vermittelst der vaskischen Sprache). 1821.
- Über die Entstehung der grammatischen Formen und ihren Einfluss auf die Ideenentwicklung. 1822.
- Upon Writing and its Relation to Speech (orig. Über die Buchstabenschrift und ihren Zusammenhang mit dem Sprachbau). 1824.
- «О двойственном числе» (Über den Dualis). 1827.
- On the languages of the South Seas (orig. Über die Sprache der Südseeinseln). 1828.
- On Schiller and the Path of Spiritual Development (orig. Über Schiller und den Gang seiner Geistesentwicklung). 1830.
- Rezension von Goethes Zweitem römischem Aufenthalt. 1830.
- The Heterogeneity of Language and its Influence on the Intellectual Development of Mankind (orig. Über die Verschiedenheit des menschlichen Sprachbaus und seinen Einfluss auf die geistige Entwicklung des Menschengeschlechts). 1836. New edition: On Language. On the Diversity of Human Language Construction and Its Influence on the Mental Development of the Human Species, Cambridge University Press, 2nd rev. edition, 1999.
- Вильгельм фон Гумбольдт. Избранные труды по языкознанию. — М.: Прогресс, 1984. — 400 с.
- Вильгельм фон Гумбольдт. Язык и философия культуры. — М.: Прогресс, 1985. — 452 с.
- Гумбольдт В. Фон. Язык и философия культуры / Ред-я и вст. ст. А.В. Гулыга, Г.В. Рамишвили. А.В. Гулыга. Философская антропология Вильгельма фон Гумбольдта (с.7-25) Г.В. Рамишвили. От сравнительной антропологии к сравнительной лингвистике (с. 309-318)  М.:Прогресс, 1985. 452 с.

Работы других авторов
- Hegel, 1827. On The Episode of the Mahabharata Known by the Name Bhagavad-Gita by Wilhelm Von Humboldt.
- Joxe Azurmendi, Humboldt. Hizkuntza eta pentsamendua, UEU, 2007. ISBN 978-84-8438-099-3.
- Elsina Stubb, Wilhelm Von Humboldt’s Philosophy of Language, Its Sources and Influence, Edwin Mellen Press, 2002
- John Roberts, German Liberalism and Wilhelm Von Humboldt: A Reassessment, Mosaic Press, 2002
- David Sorkin, Wilhelm Von Humboldt: The Theory and Practice of Self-Formation (Bildung), 1791—1810 in: Journal of the History of Ideas, Vol. 44, No. 1 (Jan. — Mar., 1983), pp. 55–73
- Trabant (Jürgen), Humboldt ou le sens du langage, Mardaga, 1995.
- Trabant (Jürgen), " Sprachsinn: le sens du langage, de la linguistique et de la philosophie du langage " in La pensée dans la langue. Humboldt et après, P.U.V., 1995.
- Trabant (Jürgen), " Du génie aux gènes des langues " in Et le génie des langues ? Essais et savoirs P.U.V., 2000
- Trabant (Jürgen), Traditions de Humboldt, Éditions de la Maison des Sciences de l’homme, Paris, 1999.
- Trabant, (Jürgen), " Quand l’Europe oublie Herder : Humboldt et les langues ", Revue Germanique Internationale, 2003, 20, 153—165 (mise à jour avril 2005)
- Underhill, James W. " Humboldt, Worldview and Language ", Edinburgh, Edinburgh University Press, 2009.
- Underhill, James W. «Ethnolinguistics and Cultural Concepts: truth, love, hate & war», Cambridge, Cambridge University Press, 2012.

## Память
В 1935 году Международный астрономический союз присвоил имя Вильгельма Гумбольдта кратеру на видимой стороне Луны.

## Образ в кино
- «Хромой дьявол» (Франция, 1948) — актёр Жан Дебюкур